# Zweigliedrigkeit
Zweigliedrigkeit (exakt: Zweigliedrigkeit des Jugendamtes) bedeutet, dass das Jugendamt nicht nur aus der Verwaltung des Jugendamtes besteht, sondern sich aus Jugendhilfeausschuss und Verwaltung des Jugendamtes zusammensetzt.
Die Rechtsgrundlage für diese Zweiteilung befindet sich in §§ 70, 71 SGB VIII, die Organisation, Zusammensetzung, Aufgabenzuschnitt und Beschlussrecht des Jugendhilfeausschusses als Bestandteil des Jugendamtes regeln. 
Der Jugendhilfeausschuss ist ein kommunaler Ausschuss besonderer Art. In ihm kommt die reformpädagogische Vorstellung vom lebendigen Jugendamt und von demokratischer Mitverantwortlichkeit zum Ausdruck. Dieses wird besonders deutlich, wenn man die Begründung der Bundesregierung zur Einrichtung der Zweigliedrigkeit des Jugendamtes heranzieht. Dort heißt es:
„Die Institution des Jugendwohlfahrtsausschusses sollte gerade im Jugendamt eine echte Demokratie verwirklichen und die Mitverantwortung für die Erziehung der Jugend den Bürgern übertragen, die durch freie Mitarbeit am Gemeinwohl Gemeinsinn bewiesen haben.“
Der Bundesgesetzgeber wollte vermeiden, dass die Belange von Kindern, Jugendlichen und ihren Familien ausschließlich in den Händen von Bürokraten liegen. Außerdem sollten diejenigen beteiligt werden, die sich für diesen Personenkreis engagieren und über entsprechende Erfahrungen verfügen. Das sind unabhängige Einzelpersonen und Vertreter von freien Trägern. 
Diese spielen eine wichtige Rolle, weil ohne ihr Trägerengagement der Staat seinen Verpflichtungen im sozialen Bereich mit den vorhandenen finanziellen Ressourcen nicht nachkommen könnte. Deshalb bestand auch ein besonderes Interesse daran, die freien Träger an den Entscheidungs- und Planungsprozessen der Jugendhilfe zu beteiligen.
In der zweigliedrigen Struktur der Jugendämter sind Kooperation, Partizipation, Vernetzung, breite repräsentierte Fachlichkeit und planerische Abstimmung zugrunde gelegt. Diese fachliche Ausrichtung korrespondiert mit einem modernen Ansatz von Bürger- und Betroffenenbeteiligung. 